# Lan Cao
Lan Cao, född 1961 i Saigon, är en vietnamesisk-amerikansk författare och juridikprofessor.
Lan Cao växte upp i ett buddhistiskt hem i Vietnam därifrån hon flydde till USA som barn mot slutet av Vietnamkriget. Efter grundexamen vid Mount Holyoke College fick hon sin juristutbildning vid Yale Law School. År 1997 debuterade hon som författare med romanen Monkey Bridge som handlar om vietnamesiska invandrares öden i USA. The New York Times recensent Michiko Kakutani liknade bokens skildring av exil samt förlustens och hoppets geografi med verk av författare som Salman Rushdie och Bharati Mukherjee. Familjen som Cao skildrar i romanen drabbas av Vietnamkriget (för vietnameser "det amerikanska kriget") och försöker anpassa sig till livet i USA efter kriget bland antikommunistiska flyktingar i Virginia.
Lan Cao undervisade i sex år vid Brooklyn Law School. År 2001 anställdes hon av College of William & Mary där hon är verksam som professor i juridik.